# یولایریج
یولایریج (به لاتین: Yolayrıc) یک منطقه مسکونی در جمهوری آذربایجان است که در شهرستان زاقاتالا واقع شده است.